# Giuseppe Ferdinando Piana
Giuseppe Ferdinando Piana (Ceriana, 3 dicembre 1864 – Bordighera, 29 aprile 1956) è stato un pittore italiano, esponente della pittura ottocentesca.

## Biografia

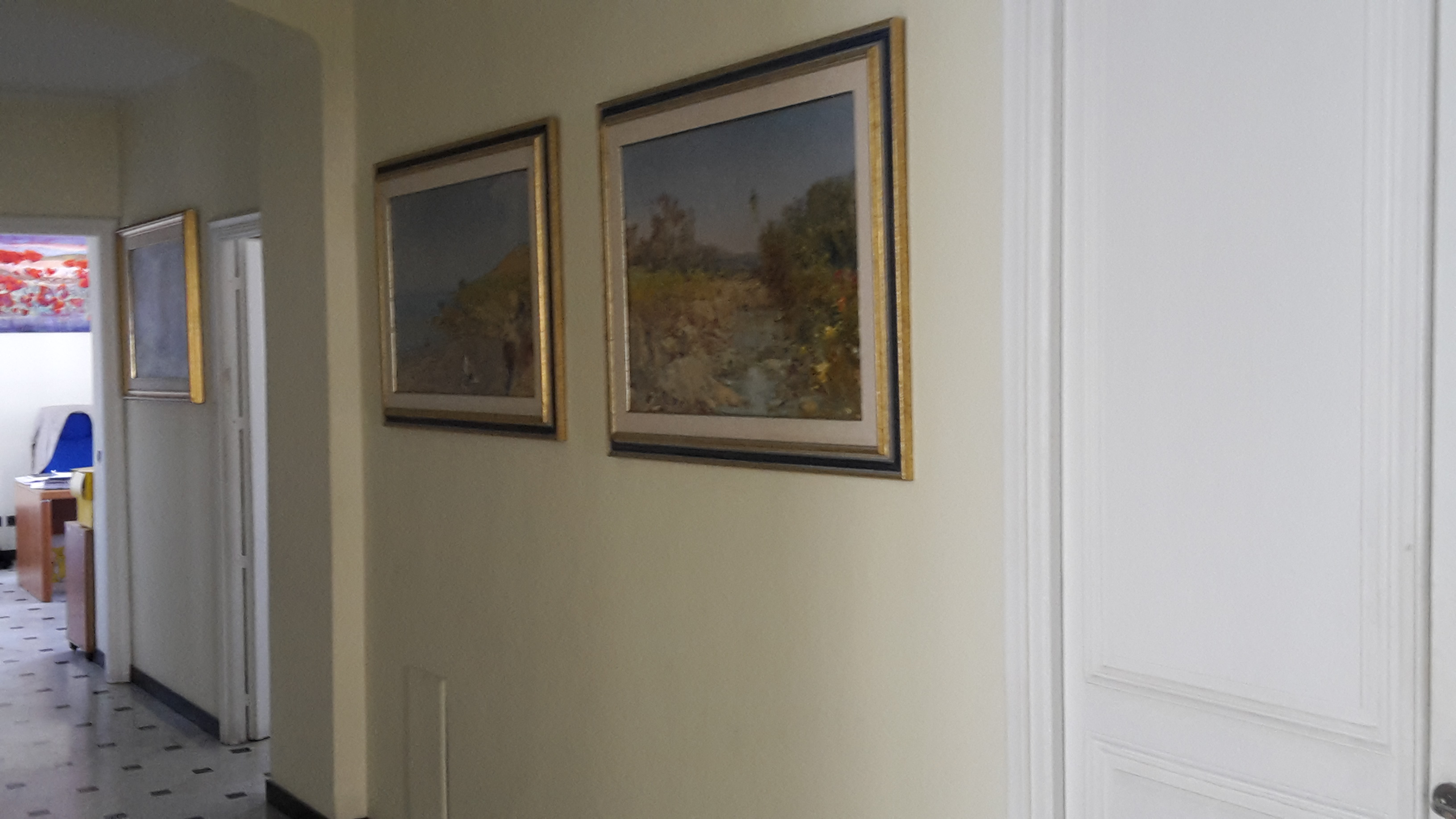
Quadri di G.F. Piana

Piana dimostra fin da giovane una spiccata attitudine alla pittura. Fu proprio Ernest Meissonier che in uno dei suoi soggiorni a Bordighera presso la Villa Garnier, consiglia ai genitori di Piana di avviarlo agli studi artistici.
Nel 1882 Giuseppe Ferdinando Piana si trasferisce a Torino per studiare all'Accademia Albertina avendo come professori Francesco Gamba e Andrea Gastaldi. È nella capitale piemontese che fa il suo esordio realizzando i suoi primi quadri: "A ponente di Bordighera, campagna ligure", "Politica rustica" e nel 1898 "Studio d'artista" che sarà acquistata dal governo.
Nel 1903 trasferitosi a Sesto San Giovanni, espone alla Permanente di Milano presentando "Pace", dipinto che riscuoterà inattesi apprezzamenti. Nel 1906 è invitato alla Mostra Nazionale di Milano dove presenta "Cortile dei leoni a Granada", "La danza delle olive" e "Mare dopo la pioggia", questi ultimi due dipinti sono acquistati dalla Galleria d'arte moderna (Milano). Nel 1919 partecipa alla Quadriennale di Torino presentando "Ultima onda" e nello stesso anno viene nominato accademico di merito all'Accademia di Brera.
Oltre alla pittura si dedica alla tecnica dell'affresco e infatti la Regina Margherita gli commissionerà dei lavori per la Villa Etelinda. Avendo vissuto e frequentato Bordighera fin da giovane conoscerà tutti gli artisti “bordigotti” del suo tempo fra cui Charles Garnier, Mosè Bianchi, Hermann Nestel, Friederich von Kleudgen, Gustav Zorn (che diventerà suo suocero), Giuseppe Balbo e Pompeo Mariani. Quest'ultimo sarà uno dei suoi più cari amici e sarà lui a presentare a Mariani, Marcellina Caronni, che poi ne diventerà la moglie.
Piana dedicherà sempre una particolare attenzione ai colori di Bordighera e dei paesi limitrofi, mostrandone con la tecnica dell'acquarello e dell'olio, in particolare, vivaci scorci della ricca vegetazione e dei paesaggi solari e luminosi. Divenne maestro della Regina Madre e conobbe Edmondo De Amicis al quale fece un ritratto in occasione dei soggiorni bordigotti.
Furono organizzate svariate esposizioni con suoi dipinti fra cui una particolarmente ricca nel 1954 presso il Palazzo del Parco a Bordighera e una molto significativa per il tipo di opere esposte alla Galleria Bolzani di Milano nel 1968.
Fra i suoi allievi il più amato fu Fernando Pelosini (1901-1982) a cui lasciò in eredità tutto il suo materiale di pittura.